# Fontaines-sur-Marne
Fontaines-sur-Marne település Franciaországban, Haute-Marne megyében. Lakosainak száma 146 fő (2022. január 1.). Fontaines-sur-Marne Chevillon, Bayard-sur-Marne, Narcy és Brauvilliers községekkel határos.

## Népesség
A település népességének változása:
| Lakosok száma | 200  | 133  | 122  | 164  | 156  | 151  | 148  | 146  | 146  | 146  |
|               | 1968 | 1982 | 1990 | 2006 | 2013 | 2015 | 2017 | 2019 | 2020 | 2022 |